# Гавен, Юрий Петрович
Ю́рий Петро́вич Гаве́н (наст. имя и фамилия — Ян Эрнестович Дауман, латыш. Jānis Daumanis; 18 марта 1884, Латвия — 4 октября 1936, Москва) — российский социал-демократ, революционер, советский государственный и партийный деятель. Один из ответственных за проведение красного террора в Крыму. Расстрелян в 1936 году как участник левой оппозиции в ВКП(б). Реабилитирован посмертно. 

## Биография

#### В Российской империи
Родился 18 марта 1884 года в крестьянской семье на хутора Бикерн, недалеко от Риги (Гросс-Екаусская волость Лифляндской губернии). По анкетным данным латыш ( по другим данным этнический лифляндский немец)..
5 мая 1899 года 15-летний Ян впервые принял участие в рабочей демонстрации в Александровском саду, расстрелянной полицией и войсками (5 убитых). Учился в Бикерниекской церковно-приходской школе, Мангельском мореходном училище (Мангали - ныне район Риги), в 1901 поступил на 1 курс Прибалтийской учительской семинарии в Кулдиге. В декабре 1902 года был исключен из семинарии за революционную пропаганду, экстерном сдал экзамены на звание народного учителя, работал в волостной школе в Мадоне Венденского уезда. В том же году вступил в латышскую СДРП. Работал в кружках Гольдингена (Кулдиги) Лифляндской губернии под кличкой «Ваня». В 1904 году, спасаясь от ареста, перебрался в Ригу, был пропагандистом, секретарем рижской партийной организации. Организовал подпольный кружок на фабрике Фейтля. Работал под кличкой «Атскабарга», участвовал в изготовлении бомб в подпольной мастерской. 
Активный участник 1 Русской революции, 12 января 1905 года возглавлял одну из колонн демонстрантов. 18 января во время разгона казаками демонстрации на похоронах убитых рабочих был ранен. Организовал стачки в Риге и уезде. В июле после очередного митинга был арестован в Риге, освобождён по октябрьской амнистии. Ушел в подполье, жил по документам, выданным на имя  инспектора народных школ Юрия Петровича Гавена.
В 1906—1908 гг. работал в Риге, Митаве, Либаве под кличками «Доннер» и «Перкон». Во время революции 1905—1907 годов руководил боевыми дружинами крестьян Лифляндской губернии (лесными братьями). С 1906 года — член ЦК Социал-демократии Латышского края (СДЛК), руководитель Мадонского ревкома. Член Рижского Комитета, член ЦК Латышской СДРП, участник Лондонского съезда РСДРП (1907 год). Делегат 3 съезда ЛСДРП (июль 1906), который конституировался как Первый съезд СДЛК, делегат и секретарь 2 (1907 год) съезда СДЛК. Вторично был арестован в Либаве в ноябре 1907, подвергнут истязаниям, но ему удалось бежать. Снова арестован в Риге 21 февраля 1908 и 7 марта 1909 г. Временным Военным судом в Риге по Делу о ЦК СДЛК («процесс 44-х») осуждён по 1 ч. 102 ст. Уголовного Уложения за принадлежность к Латышской СДРП на 6 лет каторги. Наказание отбывал до 1911 г. в Рижском централе, а с 1911 до 1914 годах — в Вологодском централе. Затем административно сослан в село Чандобец Пинчугской волости Енисейской губернии. В 1915 был переведен в город Минусинск Енисейской губернии, затем в Красноярск. Установил связи с местными большевиками и 9 января 1916 года организовал стачку печатников. Был арестован и брошен в красноярскую тюрьму, освобожден 14 марта. Вскоре снова арестован и выслан в село Ермаковское. Затем переехал для лечения в Минусинск.

#### В период революций и гражданской войны
В Минусинске его застала Февральская революция. Уже 3 марта 1917 года был избран председателем Минусинского комитета РСДРП и Совета рабочих депутатов (Минусинская коммуна), стал редактором газеты «Товарищ». Один из организаторов и руководителей съезда Советов Средней Сибири, член Комитета общественной безопасности в период «корниловщины», организатор рабочей милиции и профсоюзов. В сентябре избран делегатом Демократического совещания в Петрограде. С мандатом ЦК РСДРП(б) в конце сентября 1917 был направлен в Севастополь.
11 дней октября провёл в Симферополе, ожидая пропуска в Севастополь и выступая на митингах. 6—10 ноября один из руководителей I Общечерноморского флотского съезда в Севастополе, принявшего написанную им большевистскую резолюции о власти и отправке отрядов моряков и кораблей на борьбу с А. М. Калединым. Делегат губернского съезда Советов 20 ноября в Симферополе. Участник конференции большевиков Таврической губернии 23—24 ноября в Симферополе, на которой избран членом бюро губкома РСДРП(б).
Один из руководителей вооружённого выступления матросов в Севастополе в ночь на 16 декабря 1917 года, был избран председателем Севастопольского ВРК (с 28 декабря — Таврический губернский ВРК). С 18 декабря член президиума Севастопольского Совета военных и рабочих депутатов, председатель горкома большевиков, один из редакторов газеты «Таврическая правда». Один из главных организаторов и руководителей съездов ревкомов и Советов Таврической губернии 28—30 января и 7—10 марта 1918 года, избирался на них членом губернского ЦИК. Был делегатом 2 Общечерноморского флотского съезда 16—19 февраля 1918 года, автор его резолюции о поддержке Совета народных комиссаров. 20 марта 1918 года избран председателем Комитета защиты революции, затем преобразованного в Верховный военно-революционный штаб Республики Тавриды, а 26 марта в народный комиссариат по военно-морским делам Республики Тавриды. Руководил неудачной обороной Крыма от войск УНР и немецких интервентов, организовывал эвакуацию в Новороссийск. В мае-июне член революционного штаба Кубано-Черноморской республики, был контужен, болел 10 месяцев.
С марта 1919 года — в действующей армии в распоряжении РВС Южного фронта. После освобождения Крыма в апреле-июне 1919 года — председатель Крымского обкома РКП(б) и одновременно нарком внутренних дел и член президиума Крымского СНК, с июня — председатель Совета обороны. После эвакуации 19 июля был назначен членом Ликвидационной комиссии по делам Крыма. Новое обострение болезни опять уложило Гавена в госпиталь.

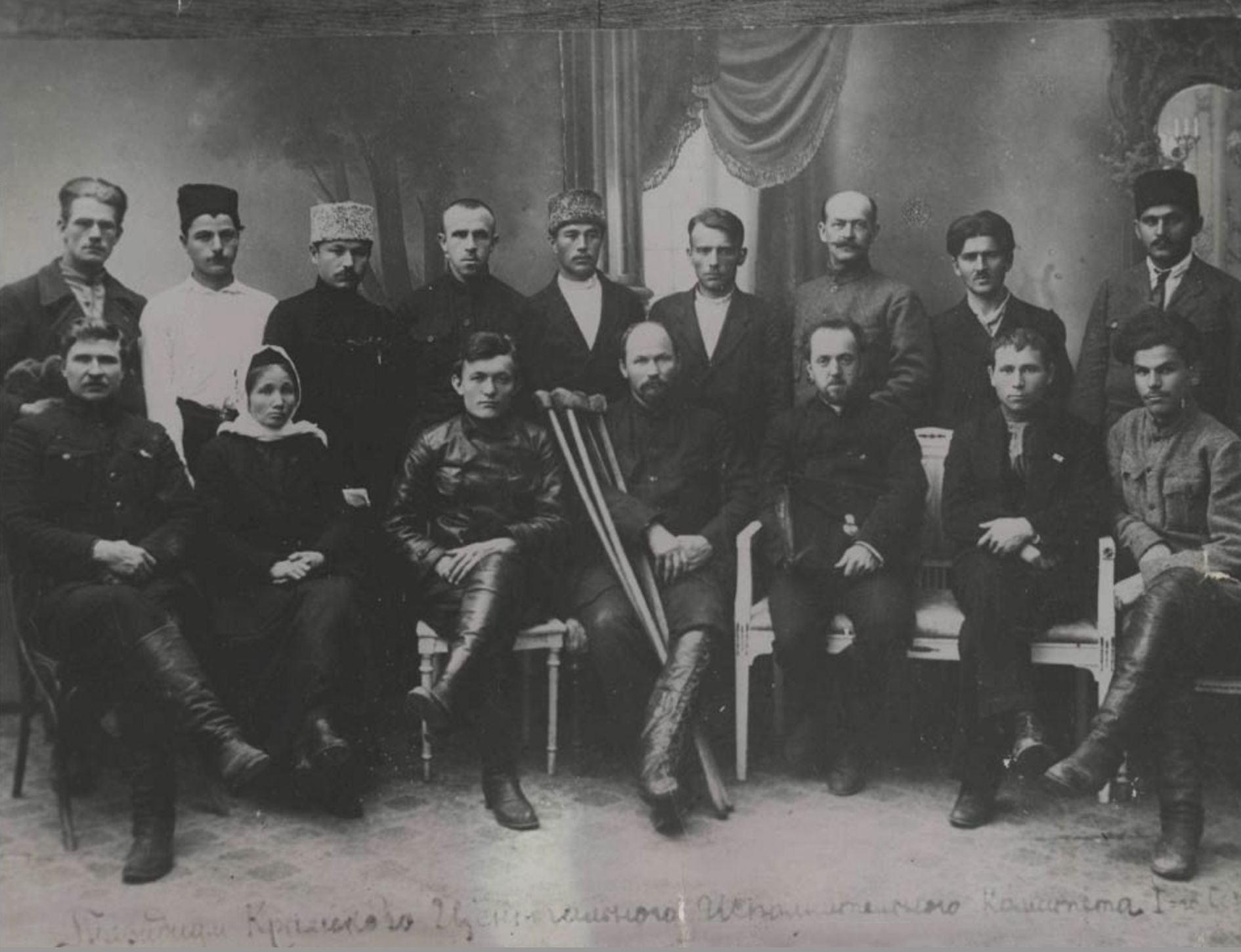
Президиум ЦИК КрАССР 1-го созыва, 1922 год Гавен сидин в центре с костылями

В феврале-июне 1920 года член Крымского ревкома, секретарь Крымского обкома РКП(б) в Мелитополе, уполномоченный по связи с крымским подпольем, затем руководитель Крымского подотдела заграничного отдела ЦК КП(б) Украины. С 16 ноября 1920 года — зам. председателя (председатель Бела Кун) Крымревкома (приказ № 1 о назначении верховной власти в Крыму) и одновременно с июня 1921 пред. Комиссии по борьбе с бандитизмом при Крымской ЧК, участник «красного» террора на территории Крыма. По сообщению члена РКП(б) С. В. Констансова, выступившего против террора, в разговоре с ним Гавен признался, «что он сам стоит на точке зрения ненужности и даже вреда красного террора в Крыму в настоящее время, но что он не в силах что-либо сделать в этом направлении», а также «что единственная возможность повлиять на применение террора в Крыму заключается в поездке для доклада в Москву», которую и предпринял Констансов. С марта председатель комиссии по улучшению быта рабочих, жил в Доме-коммуне Крыжановского. Также возглавлял комиссию по проведению первомайской амнистии, член президиума Крымревкома. С ноября 1921 года — председатель ЦИК Крымской АССР, также возглавлял Крымпомгол (Крымская центральная комиссия по борьбе с голодом и его последствиями). С мая 1922 — также член КрымЭКОСО (Постоянное экономическое совещание СНК Крымской АССР), с октября председатель Крымистпарта (Историко-партийной комиссии), с декабря 1923 — председатель Особой землеустроительной комиссии.

#### В СССР
С 1924 года жил и работал в Москве, с июня член президиума и заведующий сельхозсекции Госплана СССР. В 1925 был принят во Всесоюзное общество старых большевиков и как его представитель введен в ЦК МОПР. В 1931—1933 годах — директор советской нефтеторговой фирмы «ДЕРОП» в Германии (Нюрнберг). По болезни (вторичный туберкулез голеностопных суставов и тромбофлембит) постепенно отошёл от активной деятельности и в 1933 году вышел на пенсию.
В 1932 году входил в оппозиционную «Группу О.» и был одним из тех, кто осуществлял связь между оппозицией в СССР и Л. Д. Троцким.
Имел неоднозначную репутацию среди сторонников левой оппозиции, часть из которых подозревала его в тайном сотрудничестве с органами ОГПУ—НКВД и передаче им сведений о деятельности партийной оппозиции. 
4 апреля 1936 года был арестован органами НКВД. 3 октября Военной коллегией Верховного Суда СССР приговорён к расстрелу по обвинению в «участии в контрреволюционной троцкистской организации». Расстрелян вечером 4 октября 1936 года комендантом ВКВС СССР капитаном И. Г. Игнатьевым в присутствии прокурора И. Ф. Прусса в числе группы 23 осужденных ВКВС СССР.  Место захоронения —«могила невостребованных прахов» № 1 крематория Донского кладбища.
Реабилитирован посмертно ВКВС СССР 2 декабря 1958 года.

## Семья
Старший брат Екабс — моряк дальнего плавания, после окончания Мангельского мореходного училища стал штурманом, капитаном. Участник революционного движения, связался с латышами-эмигрантами, нелегально доставлял в Ригу революционную литературу. Участник Рижских бунтов 1899 года. В 1900 году погиб при крушении парохода «Юпитер» у берегов Дании.
Младший брат Анс — с 1903 участник революционного кружка на фабрике Фейтля. Окончил Псковское землемерное училище. Участник 1 Русской революции, редактор подпольной студенческой газеты «Яунибас балс». Затем работал землемером в Пскове. После Октябрьской революции 1917 вступил в Красную Армию, был комиссаром дивизии у Я. Ф. Фабрициуса, член РВС Латвийской Красной Армии, командующий Курляндской группой войск, освобождал Ригу и Митаву в январе 1919 года. Летом 1920 года командир 10 дивизии 16 Красной армии погиб при штурме Брест-Литовска.
Генрих учился в художественном училище Штиглица в Петербурге. В 1912 году утонул во время каникул в Пскове.
Сестра Гермина окончила Курсы Лесгафта в Петербурге.
Жена Арменуи Сумбатовна Оввян. Армянка из Нагорного Карабаха. С 1907 года училась на курсах в Одессе, с 1911 работала учительницей в Тифлисской школе Елены Стасовой, участвовала в её подпольной группе (член РСДРП с 1910). После разгрома группы в 1912 была сослана в Сибирь, в 1916 переехала в Минусинск, где сблизилась с Гавеном и стала его верным боевым товарищем и женой. После Февральской революции 1917 избрана секретарем Минусинского Совета рабочих депутатов. В конце года вслед за Гавеном переехала в Крым, работала его помощником. С 1921 секретарь бюро армянской секции Крымского обкома РКП(б), член редколлегии газеты «Колокол Коммуны». С 1923 руководила организацией МОПР в Крыму, обществом «Друг детей», участвовала в обустройстве репатриированных из Турции армян. В 1925 была принята во Всесоюзное общество старых большевиков по рекомендации Е. Д. Стасовой, С. Орджоникидзе. Работала заведующим Детским городком имени 3 Интернационала в Москве, шефствовала над детской колонией беспризорных в Зачатьевском монастыре, где и жила с детьми. Училась в Сельхозакадемии имени К. А. Тимирязева. Расстреляна в 1937 году в урочище Сандармох в числе других заключенных СТОНа НКВД, осужденных к ВМН «тройкой» УНКВД Ленинградской обл. Реабилитирована посмертно.

## Автор книг
- Памяти павших в революции 1905—1907.-М., 1933
- Январские события в Риге (опубликовано в 1965 в сборнике «Пройденный путь».-Рига).

## Память
Именем Ю. П. Гавена названы улицы в городах Севастополь (4 марта 1969 года), Симферополь.